# Campeonato Mundial de Judô de 2007
O Campeonato Mundial de Judô 2007 foi realizado na cidade do Rio de Janeiro, Brasil entre 13 e 16 de setembro de 2007.

## Medalhistas

### Masculino
| Event                | Ouro                    | Prata                    | Bronze                        |
| -------------------- | ----------------------- | ------------------------ | ----------------------------- |
| Ligeiro (60 kg)      | Ruben Houkes (NED)      | Nestor Khergiani (GEO)   | Ludwig Paischer (AUT)         |
| Ligeiro (60 kg)      | Ruben Houkes (NED)      | Nestor Khergiani (GEO)   | Choi Min-Ho (KOR)             |
| Meio Leve (66 kg)    | João Derly (BRA)        | Yordanis Arencibia (CUB) | Arash Miresmaeili (IRI)       |
| Meio Leve (66 kg)    | João Derly (BRA)        | Yordanis Arencibia (CUB) | Miklós Ungvári (HUN)          |
| Leve (73 kg)         | Wang Ki-Chun (KOR)      | Elnur Mammadli (AZE)     | Yusuke Kanamaru (JPN)         |
| Leve (73 kg)         | Wang Ki-Chun (KOR)      | Elnur Mammadli (AZE)     | Rasul Bokiev (TJK)            |
| Meio Médio (81 kg)   | Tiago Camilo (BRA)      | Anthony Rodriguez (FRA)  | Guillaume Elmont (NED)        |
| Meio Médio (81 kg)   | Tiago Camilo (BRA)      | Anthony Rodriguez (FRA)  | Euan Burton (GBR)             |
| Médio (90 kg)        | Irakli Tsirekidze (GEO) | Ilias Iliadis (GRE)      | Roberto Meloni (ITA)          |
| Médio (90 kg)        | Irakli Tsirekidze (GEO) | Ilias Iliadis (GRE)      | Ivan Pershin (RUS)            |
| Meio Pesado (100 kg) | Luciano Corrêa (BRA)    | Peter Cousins (GBR)      | Dániel Hadfi (HUN)            |
| Meio Pesado (100 kg) | Luciano Corrêa (BRA)    | Peter Cousins (GBR)      | Oreidis Despaigne (CUB)       |
| Pesado (+100 kg)     | Teddy Riner (FRA)       | Tamerlan Tmenov (RUS)    | Lasha Gujejiani (GEO)         |
| Pesado (+100 kg)     | Teddy Riner (FRA)       | Tamerlan Tmenov (RUS)    | João Gabriel Schlittler (BRA) |
| Open                 | Yasuyuki Muneta (JPN)   | Juri Rybak (BLR)         | Matthieu Bataille (FRA)       |
| Open                 | Yasuyuki Muneta (JPN)   | Juri Rybak (BLR)         | Abdullo Tangriev (UZB)        |

### Feminino
| Event               | Ouro                   | Prata                  | Bronze                       |
| ------------------- | ---------------------- | ---------------------- | ---------------------------- |
| Ligeiro (48 kg)     | Ryoko Tani (JPN)       | Yanet Bermoy (CUB)     | Frédérique Jossinet (FRA)    |
| Ligeiro (48 kg)     | Ryoko Tani (JPN)       | Yanet Bermoy (CUB)     | Alina Dumitru (ROU)          |
| Meio Leve (52 kg)   | Shi Junjie (CHN)       | Telma Monteiro (POR)   | An Kum Ae (PRK)              |
| Meio Leve (52 kg)   | Shi Junjie (CHN)       | Telma Monteiro (POR)   | Yuka Nishida (JPN)           |
| Leve (57 kg)        | Kye Sun-Hui (PRK)      | Isabel Fernández (ESP) | Aiko Sato (JPN)              |
| Leve (57 kg)        | Kye Sun-Hui (PRK)      | Isabel Fernández (ESP) | Bernadett Baczkó (HUN)       |
| Meio Médio (63 kg)  | Driulis González (CUB) | Lucie Décosse (FRA)    | Elisabeth Willeboordse (NED) |
| Meio Médio (63 kg)  | Driulis González (CUB) | Lucie Décosse (FRA)    | Ayumi Tanimoto (JPN)         |
| Médio (70 kg)       | Gevrise Emane (FRA)    | Ronda Rousey (USA)     | Ylenia Scapin (ITA)          |
| Médio (70 kg)       | Gevrise Emane (FRA)    | Ronda Rousey (USA)     | Anett Mészáros (HUN)         |
| Meio Pesado (78 kg) | Yurisel Laborde (CUB)  | Sae Nakazawa (JPN)     | Stéphanie Possamaï (FRA)     |
| Meio Pesado (78 kg) | Yurisel Laborde (CUB)  | Sae Nakazawa (JPN)     | Jeong Gyeong-Mi (KOR)        |
| Pesado (+78 kg)     | Tong Wen (CHN)         | Maki Tsukada (JPN)     | Sandra Köppen (GER)          |
| Pesado (+78 kg)     | Tong Wen (CHN)         | Maki Tsukada (JPN)     | Carola Uilenhoed (NED)       |
| Open                | Maki Tsukada (JPN)     | Lucija Polavder (SLO)  | Anne-Sophie Mondière (FRA)   |
| Open                | Maki Tsukada (JPN)     | Lucija Polavder (SLO)  | Elena Ivashchenko (RUS)      |

### Quadro de Medalhas
| Ordem | País            | Medalha de ouro | Medalha de prata | Medalha de bronze | Total |
| ----- | --------------- | --------------- | ---------------- | ----------------- | ----- |
| 1     | Japão           | 3               | 2                | 4                 | 9     |
| 2     | Brasil          | 3               | 0                | 1                 | 4     |
| 3     | França          | 2               | 2                | 4                 | 8     |
| 4     | Cuba            | 2               | 2                | 1                 | 5     |
| 5     | China           | 2               | 0                | 0                 | 2     |
| 6     | Geórgia         | 1               | 1                | 1                 | 3     |
| 7     | Países Baixos   | 1               | 0                | 3                 | 4     |
| 8     | Coreia do Sul   | 1               | 0                | 2                 | 3     |
| 9     | Coreia do Norte | 1               | 0                | 1                 | 2     |
| 10    | Rússia          | 0               | 1                | 2                 | 3     |
| 11    | Grã-Bretanha    | 0               | 1                | 1                 | 2     |
| 12    | Azerbaijão      | 0               | 1                | 0                 | 1     |
| 12    | Bielorrússia    | 0               | 1                | 0                 | 1     |
| 12    | Grécia          | 0               | 1                | 0                 | 1     |
| 12    | Portugal        | 0               | 1                | 0                 | 1     |
| 12    | Eslovénia       | 0               | 1                | 0                 | 1     |
| 12    | Espanha         | 0               | 1                | 0                 | 1     |
| 12    | Estados Unidos  | 0               | 1                | 0                 | 1     |
| 19    | Hungria         | 0               | 0                | 4                 | 4     |
| 20    | Itália          | 0               | 0                | 2                 | 2     |
| 21    | Áustria         | 0               | 0                | 1                 | 1     |
| 21    | Alemanha        | 0               | 0                | 1                 | 1     |
| 21    | Irã             | 0               | 0                | 1                 | 1     |
| 21    | Roménia         | 0               | 0                | 1                 | 1     |
| 21    | Tajiquistão     | 0               | 0                | 1                 | 1     |
| 21    | Uzbequistão     | 0               | 0                | 1                 | 1     |
| Total | Total           | 16              | 16               | 32                | 64    |

## Resultados

### Masculino

#### 60 kg
16 de Setembro - Final 
| Posição | Judoca                      | País          |
| ------- | --------------------------- | ------------- |
| 1.      | Ruben Houkes                | Países Baixos |
| 2.      | Nestor Khergiani            | Geórgia       |
| 3.      | Ludwig Paischer             | Áustria       |
| 3.      | Choi Min-Ho                 | Coreia do Sul |
| 5.      | Rok Drakšič                 | Eslovénia     |
| 5.      | Khashbaataryn Tsagaanbaatar | Mongólia      |
| 7.      | Tatsuaki Egusa              | Japão         |
| 7.      | Cemal Oğuz                  | Turquia       |

#### 66 kg
15 de Setembro - Final
| Posição | Judoca                | País    |
| ------- | --------------------- | ------- |
| 1.      | João Derly            | Brasil  |
| 2.      | Yordanis Arencibia    | Cuba    |
| 3.      | Arash Miresmaeili     | Irã     |
| 3.      | Miklós Ungvári        | Hungria |
| 5.      | Giovanni Casale       | Itália  |
| 5.      | Armen Nazaryan        | Arménia |
| 7.      | Andreas Mitterfellner | Áustria |
| 7.      | Sasha Mehmedovich     | Canadá  |

#### 73 kg
15 de Setembro - Final
| Posição | Judoca             | País          |
| ------- | ------------------ | ------------- |
| 1.      | Wang Ki-Chun       | Coreia do Sul |
| 2.      | Elnur Mammadli     | Azerbaijão    |
| 3.      | Yusuke Kanamaru    | Japão         |
| 3.      | Rasul Bokiev       | Tajiquistão   |
| 5.      | Sezer Huysuz       | Turquia       |
| 5.      | David Kevkhishvili | Geórgia       |
| 7.      | Konstantin Semenov | Bielorrússia  |
| 7.      | Robert Gess        | Alemanha      |

#### 81 kg
14 de Setembro - Final
| Posição | Judoca               | País          |
| ------- | -------------------- | ------------- |
| 1.      | Tiago Camilo         | Brasil        |
| 2.      | Anthony Rodriguez    | França        |
| 3.      | Guillaume Elmont     | Países Baixos |
| 3.      | Euan Burton          | Grã-Bretanha  |
| 5.      | Robert Krawczyk      | Polónia       |
| 5.      | Giuseppe Maddaloni   | Itália        |
| 7.      | Kwon Young Woo       | Coreia do Sul |
| 7.      | Tomislav Marijanovic | Croácia       |

#### 90 kg
14 de Setembro - Final
| Posição | Judoca            | País          |
| ------- | ----------------- | ------------- |
| 1.      | Irakli Tsirekidze | Geórgia       |
| 2       | Ilias Iliadis     | Grécia        |
| 3.      | Roberto Meloni    | Itália        |
| 3.      | Ivan Pershin      | Rússia        |
| 5.      | Mark Huizinga     | Países Baixos |
| 5.      | Hesham Mesbah     | Egito         |
| 7.      | Winston Gordon    | Grã-Bretanha  |
| 7.      | Elkhan Mammadov   | Azerbaijão    |

#### 100 kg
13 de Setembro - Final
| Posição | Judoca             | País                 |
| ------- | ------------------ | -------------------- |
| 1.      | Luciano Corrêa     | Brasil               |
| 2.      | Peter Cousins      | Grã-Bretanha         |
| 3.      | Dániel Hadfi       | Hungria              |
| 3.      | Oreidis Despaigne  | Cuba                 |
| 5.      | Amel Mekić         | Bósnia e Herzegovina |
| 5.      | Levan Zhorzholiani | Geórgia              |
| 7.      | Vitaliy Bubon      | Ucrânia              |
| 7.      | Utkir Kurbanov     | Uzbequistão          |

#### +100 kg
13 de Setembro - Final
| Posição | Judoca                  | País        |
| ------- | ----------------------- | ----------- |
| 1.      | Teddy Riner             | França      |
| 2.      | Tamerlan Tmenov         | Rússia      |
| 3.      | Lasha Gujejiani         | Geórgia     |
| 3.      | João Gabriel Schlittler | Brasil      |
| 5.      | Kosei Inoue             | Japão       |
| 5.      | Xiangjun Wei            | China       |
| 7.      | Abdullo Tangriev        | Uzbequistão |
| 7.      | Oscar Breison           | Cuba        |

#### Open
16 de Septembro - Final
| Posição | Judoca                  | País         |
| ------- | ----------------------- | ------------ |
| 1.      | Yasuyuki Muneta         | Japão        |
| 2.      | Juri Rybak              | Bielorrússia |
| 3.      | Matthieu Bataille       | França       |
| 3.      | Abdullo Tangriev        | Uzbequistão  |
| 5.      | Daniel Hernandes        | Brasil       |
| 5.      | Naidangiin Tüvshinbayar | Mongólia     |
| 7.      | Franz Birkfellner       | Áustria      |
| 7.      | Moulud Miraliev         | Azerbaijão   |

### Feminino

#### 48 kg
16 de Setembro - Final
| Posição | Judoca              | País          |
| ------- | ------------------- | ------------- |
| 1.      | Ryoko Tani          | Japão         |
| 2.      | Yanet Bermoit       | Cuba          |
| 3.      | Frédérique Jossinet | França        |
| 3.      | Alina Dumitru       | Roménia       |
| 5.      | Paula Pareto        | Argentina     |
| 5.      | Kim Yong-Ram        | Coreia do Sul |
| 7.      | Eva Csernoviczki    | Hungria       |
| 7.      | Tatiana Moskvina    | Bielorrússia  |

#### 52 kg
15 de Setembro - Final
| Posição | Judoca             | País            |
| ------- | ------------------ | --------------- |
| 1.      | Shi Junjie         | China           |
| 2.      | Telma Monteiro     | Portugal        |
| 3.      | An Kum Ae          | Coreia do Norte |
| 3.      | Yuka Nishida       | Japão           |
| 5.      | Kim Kyung-Ok       | Coreia do Sul   |
| 5.      | Erika Miranda      | Brasil          |
| 7.      | Soraya Haddad      | Argélia         |
| 7.      | Georgina Singleton | Grã-Bretanha    |

#### 57 kg
15 de Setembro - Final
| Posição | Judoca             | País            |
| ------- | ------------------ | --------------- |
| 1.      | Kye Sun-Hui        | Coreia do Norte |
| 2.      | Isabel Fernández   | Espanha         |
| 3.      |                    | Japão           |
| 3.      | Bernadett Baczkó   | Hungria         |
| 5.      | Nina Koivumäki     | Finlândia       |
| 5.      | Giulia Quintavalle | Itália          |
| 7.      | Yvonne Bönisch     | Alemanha        |
| 7.      | Faith Pitman       | Grã-Bretanha    |

#### 63 kg
14 de Setembro - Final
| Posição | Judoca                 | País          |
| ------- | ---------------------- | ------------- |
| 1.      | Driulis González       | Cuba          |
| 2.      | Lucie Décosse          | França        |
| 3.      | Elisabeth Willeboordse | Países Baixos |
| 3.      | Ayumi Tanimoto         | Japão         |
| 5.      | Anna Von Harnier       | Alemanha      |
| 5.      | Urška Žolnir           | Eslovénia     |
| 7.      | Claudia Heill          | Áustria       |
| 7.      | Ja-Young Kong          | Coreia do Sul |

#### 70 kg
14 de Setembro - Final
| Posição | Judoca            | País           |
| ------- | ----------------- | -------------- |
| 1.      | Gevrise Emane     | França         |
| 2.      | Ronda Rousey      | Estados Unidos |
| 3.      | Ylenia Scapin     | Itália         |
| 3.      | Anett Mészáros    | Hungria        |
| 5.      | Edith Bosch       | Países Baixos  |
| 5.      | Maryna Pryshchepa | Ucrânia        |
| 7.      | Leire Iglesias    | Espanha        |
| 7.      | Yalennis Castillo | Cuba           |

#### 78 kg
13 de Setembro - Final
| Posição | Judoca             | País          |
| ------- | ------------------ | ------------- |
| 1.      | Yurisel Laborde    | Cuba          |
| 2.      | Sae Nakazawa       | Japão         |
| 3.      | Stéphanie Possamaï | França        |
| 3.      | Kyung-Mi Jung      | Coreia do Sul |
| 5.      | Lucia Morico       | Itália        |
| 5.      | Yang Xiuli         | China         |
| 7.      | Edinanci Silva     | Brasil        |
| 7.      | Houda Miled        | Tunísia       |

#### +78 kg
13 de Setembro - Final
| Posição | Judoca               | País          |
| ------- | -------------------- | ------------- |
| 1.      | Tong Wen             | China         |
| 2.      | Maki Tsukada         | Japão         |
| 3.      | Sandra Köppen        | Alemanha      |
| 3.      | Carola Uilenhoed     | Países Baixos |
| 5.      | Karina Bryant        | Grã-Bretanha  |
| 5.      | Anne-Sophie Mondière | França        |
| 7.      | Urszula Sadkowska    | Polónia       |
| 7.      | Nihel Chikhrouhou    | Tunísia       |

#### Open
16 de Setembro - Final
| Posição | Judoca                  | País         |
| ------- | ----------------------- | ------------ |
| 1.      | Maki Tsukada            | Japão        |
| 2.      | Lucija Polavder         | Eslovénia    |
| 3.      | Anne-Sophie Mondière    | França       |
| 3.      | Elena Ivashchenko       | Rússia       |
| 5.      | Yuliya Barysik          | Bielorrússia |
| 5.      | Idalis Ortiz Boucurt    | Cuba         |
| 7.      | Liu Huanyuan            | China        |
| 7.      | Dorjgotovyn Tserenkhand | Mongólia     |

## Ligações Externas
- (português) Site oficial
- Últimos resultados
- EUA Judo
- World Championships 2007 Videos